# Wilson Tucker
Wilson Tucker, również Bob Tucker, właśc. Arthur Wilson Tucker (ur. 23 listopada 1914 w Deer Creek, zm. 6 października 2006 w St. Petersburg) – amerykański pisarz fantasy i science-fiction, trzykrotny zdobywca Nagrody Hugo oraz laureat innych nagród literackich.

## Życiorys
Urodził się w Deer Creek w stanie Illinois. Większą część swojego życia spędził w Bloomington, które uznawał za swoje rodzinne miasto. Był dwukrotnie żonaty. W 1937 roku poślubił Mary Joesting. Miał z nią dwójkę dzieci, córkę i syna. W 1942 Tucker rozwiódł się ze swoją pierwszą żoną. Po raz drugi ożenił się w 1952 roku z  Fern Delores Brooks. Ich małżeństwo trwało 52 lata, aż do śmierci autora w 2006 roku.

### Le Zombie
W latach 1938 do 2001 wydawał fanzin science-fiction pod tytułem Le Zombie. W jego skład wchodzą 72 numery.  Był wydawany nieregularnie, jak podawał wydawca – „za każdym razem, gdy budzi się zombie”. W 1975 roku pojawił się ostatni numer. Następnie, w 2000 roku, Bob Tucker wznowił fanzin i wydał pięć numerów.
Wiele zwrotów oraz metod pisania fan fiction ma swoje korzenie właśnie w tym fanzinie, w tym określenie space opera. W połowie 1942 roku Le Zombie, wraz z fanzinem Spaceways Harry’ego Warnera zaczęły sponsorować Serwis Fanzine, jako sposób dystrybucji fanzinów żołnierzom służącym w trakcie II wojny światowej.

## Twórczość
- Chinese Doll (1946)
- To Keep or Kill (1947)
- The Dove (1948)
- Stalking Man (1949)
- Red Herring (1951)
- The City in the Sea (1951)
- The Long Loud Silence (1952)
- Wild Talent (1953)
- The Time Masters (1953)
- Time Bomb (1955)
- Man in My Grave (1956)
- Hired Target (1957)
- The Lincoln Hunters (1958)
- To the Tombaugh Station (1960)
- Last Stop (1963)
- A Procession of the Damned (1965)
- Warlock (1967)
- The Year of the Quiet Sun (1970)
- This Witch (1971)
- Ice and Iron (1974)
- Resurrection Days (1981)

## Nagrody

### Zdobyte
1970 – Hugo for Best Fan Writer
1976 – Nagroda Campbella za najlepszą powieść (The Year of the Quiet Sun)
1986 – Nagroda Skylark
1990 – Nagroda Phoenix
2001 – Retro Hugo (za rok 1951)
2004 – Retro Hugo (za rok 1954)

### Nominacje
1970 – Nebula za najlepszą powieść (The Year of the Quiet Sun)
1971 – Hugo za najlepszą powieść (The Year of the Quiet Sun)
1996 – Retro Hugo
Gość Honorowy Worldconów 1948 i 1967.